# NovodeX
NovodeX (полное название — NovodeX Physics) — физический движок реального времени, разработанный одноимённой швейцарской компанией NovodeX AG и доступный для лицензирования сторонним компаниям. В 2004 году компания NovodeX AG была приобретена американской компанией Ageia, а движок «NovodeX» стал основой для движка «Ageia PhysX». На момент покупки движок «NovodeX» использовался более чем в 60 игровых студиях, компаниях и исследовательских институтах.

## История
Швейцарская компания NovodeX AG была основана в 2001 году как ответвление от Швейцарской высшей технической школы Цюриха. Одним из основателей NovodeX AG был доктор Маттиас Мюллер-Фишер (нем. Dr. Matthias Müller-Fischer), который с 2001 по 2004 года работал старшим исследователем в лаборатории компьютерной графики при Швейцарской высшей технической школы.
Главным и единственным проектом NovodeX AG с момента её основания и до окончания деятельности была разработка одноимённого физического движка реального времени «NovodeX Physics». Ядро движка «NovodeX Physics» было основано на технологической демонстрации «Corpus» разработки Адама Моравански (англ. Adam Moravanszky), который продолжал работать над движком. При этом сам движок был разбит на несколько компонентов, выполнявших разные функции и предназначенных для разных задач, которые могли работать как вместе, так и по-отдельности, причём пользователи движка могли лицензировать эти компоненты также по-отдельности.
В марте 2002 года NovodeX AG запустила свой собственный веб-сайт, в котором заявила о своём намерении демонстрировать физические технологии на выставках CeBIT, GDC Europe и European Computer Trade Show.
Через несколько месяцев компания сделала доступными для лицензирования физический инструмент Steel SDK из состава «NovodeX Physics», который симулировал динамику твёрдых тел. 29 ноября 2002 года был выпущен «Granite fracture SDK» — физический инструмент, предназначенный для моделирования разрушаемых физических тел посредством метода конечных элементов.
В 2003 году к NovodeX AG присоединился Пьер Тердиман (англ. Pierre Terdiman), который до этого в середине 2002 года разработал плагин «Flexporter» для экспорта сцен с 3ds max в «Steel SDK», а также технологическую демонстрацию «Monster Truck», которая использовала «NovodeX Physics». После присоединения к NovodeX AG Тердиман вместе с Адамом Моравански продолжили работу над движком.
1 марта 2004 года была выпущена вторая версия «NovodeX Physics».
2 апреля 2004 года было официально объявлено о подписании соглашения между NovodeX AG и американским разработчиком компьютерных игр Epic Games, согласно которому последняя интегрирует «NovodeX Physics» в игровой движок «Unreal Engine».
В 2004 году американская компания Ageia, которая в то время активно разрабатывала физический процессор «Ageia PhysX PPU», покупает NovodeX AG вместе со всей её программной собственностью, включая движок «NovodeX Physics». Согласно Манджу Хежду, основателю и председателю Ageia, выбор его компании пал на движок «NovodeX» потому, что на то время он был наиболее надёжным, многоплатформенным, многопоточным и высокопроизводительным физическим движком реального времени из всех, представленных на рынке. Сотрудники NovodeX AG влились в Ageia, а движок «NovodeX», который на момент покупки имел версию 2.3, стал основой для собственного движка Ageia — «Ageia PhysX». Изначально движок имел старое название — «NovodeX», однако со временем оно было вытеснено на «Ageia PhysX». Основным новшеством, добавленным в результирующий движок, была поддержка аппаратного ускорения физических расчётов на «PhysX PPU».
На момент продажи «NovodeX Physics» использовался более 60 игровыми разработчиками и исследовательскими институтами.

## Технологические характеристики
«NovodeX Physics» является физическим движком режима реального времени. На своё время он отличался стабильностью и быстротой интегратора по сравнению с конкурентами. «NovodeX Physics» является многопоточным и поддерживает как многоядерные процессоры, так и технологию HyperThreading. «NovodeX Physics» написан на ANSI C++. «NovodeX Physics» поддерживал работу на IBM PC-совместимых компьютерах под управлением операционных систем семейства Microsoft Windows и на игровых консолях шестого поколения Sony PlayStation 2 и Microsoft Xbox.
«NovodeX Physics» поделён на пять составных частей: «Foundation SDK», «Collision SDK», «Rigid Body SDK», «Substance SDK» и набор инструментов. При этом «NovodeX Physics» распространялся в трёх версиях: «Steel rigid body physics», «Granite brittle fracture» и «NovodeX Personal Edition».
Компонент «Foundation SDK» предоставляет базовые математические функции для всех остальных составных компонентов. Он предназначался только для работы вместе с другими компонентами, но не самостоятельно.
«Collision SDK» представляет собой библиотеку обнаружения столкновений для групп и наборов фигур в трёхмерном пространстве. «Collision SDK» был предназначен как для взаимодействия с «Rigid Body SDK», так и для самостоятельного функционирования.
«Rigid Body SDK» предназначен для симуляции физики твёрдых тел. «Rigid Body SDK» использует и принимает в расчёт следующие физические явления и понятия: систему отсчета, позицию, скорость, ускорение, импульс силы, вращательные движения, энергию, трение, импульс, столкновения, ограничения и прочие. «Rigid Body SDK» может взаимодействовать как с «Collision SDK», так и с другой, сторонней библиотекой обнаружения столкновений. Вместе с тем использование «Foundation SDK» является необходимым для «Rigid Body SDK».
«Substance SDK» предназначен для моделирования объёмных сплошных веществ и сред, которые в рамках «NovodeX Physics» обозначаются как субстанции. «Substance SDK» использует метод конечных элементов. «Substance SDK» является самостоятельным компонентом и нуждается только в «Foundation SDK». Вместе с тем, для полноценной работы «Substance SDK» необходимы библиотеки обнаружения столкновений и физики твёрдых тел, однако это могут быть как «Collision SDK» и «Rigid Body SDK», так и сторонние компоненты.
Набор инструментов включает в себя экспортёры для 3ds Max и MilkShape 3D, инструмент «Tetmake» для генерации объёмных мешей из поверхностей моделей, обозреватель быстрого прототипирования и некоторые другие инструменты.
Кроме «NovodeX Physics», NovodeX AG разработала и опубликовала «NovodeX Rocket» — набор технологических демонстраций, предназначенных для раскрытия потенциала «NovodeX Physics» через специальный скриптовый язык PSCL (англ. Physics Scripting Language). Также «NovodeX Rocket» был предназначен для быстрого прототипирования геймплея компьютерных игр посредством фреймворка ODF (англ. Open Dynamics Framework).

## Лицензирование
«NovodeX Physics» распространялся в трёх версиях: «Steel rigid body physics», «Granite brittle fracture» и «NovodeX Personal Edition».
Версия «NovodeX Personal Edition» включала в себя полный набор компонентов «NovodeX Physics», была предназначена для использования только на одном персональном компьютере под управлением Microsoft Windows и стоила $95.
Версия «Steel» включала в себя четыре из пяти составных компонентов «NovodeX Physics», за исключением «Substance SDK». Цена лицензии на «Steel» колебалась от $9500 до $39500 в зависимости от количества продуктов, разработанных с её использованием, и количества целевых платформ данного продукта.
Версия «Granite» включала в себя три из пяти составных компонентов «NovodeX Physics», за исключением «Substance SDK» и «Collision SDK». Аналогично «Steel», цена её лицензии колебалась в зависимости от количества продуктов, разработанных с её использованием, и количества целевых платформ данного продукта. Стартовой стоимостью лицензии являлась сумма $3500 для одного продукта только для платформы Win32, для всех других комбинаций цену необходимо было согласовывать с NovodeX AG.
На «Steel» и «Granite» распространялся один год технической поддержки и обновлений.